# Mario Gosselin
Mario Gosselin, född 15 juni 1963, är en kanadensisk före detta professionell ishockeymålvakt som tillbringade nio säsonger i den nordamerikanska ishockeyligan National Hockey League (NHL), där han spelade för ishockeyorganisationerna Quebec Nordiques, Los Angeles Kings och Hartford Whalers. Han släppte in i genomsnitt 3,74 mål per match och hade sex nollor (inte släppt in ett mål under en match) på 241 grundspelsmatcher. Han spelade också på lägre nivåer för Fredericton Express, Halifax Citadels och Springfield Indians i American Hockey League (AHL), Phoenix Roadrunners i International Hockey League (IHL) och Cataractes de Shawinigan i Ligue de hockey junior majeur du Québec (LHJMQ).
Gosselin draftades i tredje rundan i 1982 års draft av Quebec Nordiques som 55:e spelare totalt.
Han är syssling med ishockeymålvakten Antoine Bibeau som spelar inom organisationen för Toronto Maple Leafs.